# PWN Wydawnictwo Szkolne
PWN Wydawnictwo Szkolne (do 2016 Wydawnictwo Szkolne PWN) – polskie wydawnictwo edukacyjne, założone w 1997 roku. Spółka wchodzi w skład Grupy Wydawniczej PWN. 1 kwietnia 2022 doszło do przejęcia przez spółkę Wydawnictwo Naukowe PWN SA spółki Wydawnictwo Szkolne PWN sp. z o.o.
Redakcja oraz siedziba Wydawnictwa mieści się w Warszawie. Wydawnictwo specjalizuje się w publikacjach edukacyjnych przeznaczonych dla uczniów i nauczycieli szkół wszystkich poziomów nauczania. Oferuje zestawy edukacyjne (podręczniki, zeszyty ćwiczeń, przewodniki metodyczne, materiały multimedialne) do nauczania języków obcych na wszystkich poziomach nauczania, a także do wychowania przedszkolnego oraz dla uczniów ze specjalnymi potrzebami edukacyjnymi.

## Historia
Znaczącymi wydarzeniami w historii firmy były transakcje zakupu innych wydawnictw, m.in. Demart, carta blanca, Ortus i Park, wraz z ich ofertą podręcznikową i okołopodręcznikową. 
W roku 2010 WSzPWN wdrożyło Akademię Maturalną PWN – interaktywny niezbędnik maturalny. Akademia była adresowana do maturzystów i ich nauczycieli. Obejmowała m.in. kursy maturalne online, interaktywny kalendarz maturalny, e-testy i elektroniczne raporty, obrazujące stan przygotowań do matury poszczególnych uczniów i całych klas.
W styczniu 2013 roku wydawnictwo uruchomiło platformę edukacyjną Akademia PWN, wprowadzając tym samym do szkół nową jakość nowoczesnej edukacji.
W lutym 2015 r. Wydawnictwo Szkolne PWN ogłosiło strategię opartą na specjalizacji w segmencie języków obcych, edukacji przedszkolnej i specjalnych potrzeb edukacyjnych.
1 sierpnia 2016 wydawnictwo zmieniło formę prawną i przemianowało się na PWN Wydawnictwo Szkolne.

## Rodzaje publikacji
- podręczniki dla uczniów,
- podręczniki metodyczne dla nauczycieli,
- zbiory zadań i testów,
- dodatkowe materiały dydaktyczne dla nauczycieli,
- materiały do samokształcenia dla uczniów,
- uzupełniające materiały multimedialne (zwykle jako dodatki do publikacji książkowych).

## Kluczowe serie podręcznikowe
- Kalendarz przedszkolaka
- Trampolina do szkoły
- Pewny start – specjalne potrzeby edukacyjne
- Klasse
- ABCDeutsch
- ich und du
- Hello
- New Bingo! Plus
- Expedition Deutsch
- New Maxi Taxi
- Mach mit!
- Kompass neu
- Francofolie express
- Porta Latina nova
- Вот и мы
- Всё просто![5]

## Kluczowe serie pomocnicze
- PeWNiaki
- Pakiety maturalne
- Repetytoria maturalne
- Atlasy

## Historia
- 2015 – ogłoszenie strategii opartej na specjalizacji w obszarze języków obcych, edukacji przedszkolnej oraz specjalnych potrzeb edukacyjnych
- 2014 – wydanie pakietu dla uczniów z niepełnosprawnością intelektualną Pewny start; w skład serii wchodzą unikalne ćwiczenia interaktywne (multibook)
- 2010 – publikacja pierwszego dopuszczonego do użytku szkolnego podręcznika multimedialnego, Kompass Digital, przeznaczonego do nauki języka niemieckiego w gimnazjum
- 2007 – uzyskanie praw autorskich i majątkowych z zakresu edukacji i prawa wydawnictwa Park
- 2007 – przejęcie oferty edukacyjnej w zakresie geografii wydawnictwa Ortus
- 2006 – przejęcie większościowego udziału w wydawnictwie Carta Blanca (albumy, przewodniki, atlasy)
- 2006 – przejęcie od wydawnictwa Demart całości oferty wydawniczej dotyczącej geografii i historii
- 1997 – powstanie wydawnictwa.